# Papirus 43
Papirus 43 (według numeracji Gregory-Aland), oznaczany symbolem {\displaystyle {\mathfrak {P}}^{43}} – grecki rękopis Nowego Testamentu, spisany w formie kodeksu na papirusie. Paleograficznie datowany jest na VI albo VII wiek. Zawiera fragmenty Apokalipsy św. Jana.

## Opis
Zachowały się fragmenty kodeksu z tekstem Apokalipsy św. Jana 2:12-13; 15:8-16:2.

## Tekst
Tekst grecki rękopisu reprezentuje tekst aleksandryjski, Kurt Aland zaklasyfikował go do kategorii II.

## Historia
Tekst rękopisu opublikowany został w 1922 roku, następnie przez Schofielda. Ernst von Dobschütz umieścił go na liście rękopisów Nowego Testamentu, w grupie papirusów, dając mu numer 43.
Rękopis datowany jest przez INTF na wiek VI albo VII.
Obecnie przechowywany jest w British Library (Inv. 2241) w Londynie.